# 琴吉 (呼出)
琴吉（ことよし、1970年9月15日 - ）は、大相撲の呼出。本名：高橋正樹（たかはし まさき）。茨城県北相馬郡取手町（現:取手市）出身。佐渡ヶ嶽部屋所属。血液型：B型。
「吉」の正確な表記は「」（「土」の下に「口」、つちよし）である。

## 履歴
- 1986年7月 - 入門。
- 1994年7月 - 呼出の番付制導入により、三段目呼出となる。
- 1995年1月 - 幕下呼出に昇進。
- 2000年1月 - 十両呼出に昇進。
- 2004年1月 - 幕内呼出に昇進。